# جورج فيرنون هولومان
جورج فيرنون هولومان (George Vernon Holloman) (1902-1946) قام مع كارل ج. كرين بتطوير وعرض نظام هبوط آلي للطائرات. حصلوا على جائزة ماكاي (Mackay Trophy) لاختراعهم في عام 1938. توفي في حادث تحطم في فورموزا عام 1946. سميت قاعدة هولومان الجوية باسمه.